# Francorusse
Pour plus de détails, voir Fiche technique et Distribution.
Francorusse est un film français réalisé par Alexis Miansarow et sorti en 1997.

## Fiche technique
- Titre : Francorusse
- Réalisation : Alexis Miansarow
- Scénario : Alexis Miansarow
- Photographie : Baptiste Magnien
- Décors : Olivier Jacquet
- Son : Philippe Grivel
- Musique : Alexandre Jaffray
- Montage : Sylvie Gadmer
- Production : Dacia Films
- Pays d'origine :  France
- Genre : Comédie
- Durée : 75 minutes
- Date de sortie : 
  - France : 24 décembre 1997

## Distribution
- Marc Citti : Max
- Mathilde Seigner : Sophie
- Pierre Lacan : Fred
- Antoine Chappey : Michel
- Pierre-Henry Salfati : le Rabbin Menahim
- Bruno Todeschini : l'homme à la Cherokee
- Éric Caravaca : l'étudiant de la passerelle des arts
- Marina Tomé : la directrice de l'agence d'intérim
- Catherine Benguigui : la femme-flic
- Jean-Gabriel Nordmann : le père de Fred
- Anne Kreis : la mère de Fred
- Laure Sirieix : la BCBG raciste
- Olivier Rabourdin : le forain
- Dominique Hulin
- Patrick Mille
- Fabrice Leroy